# Линия Туа

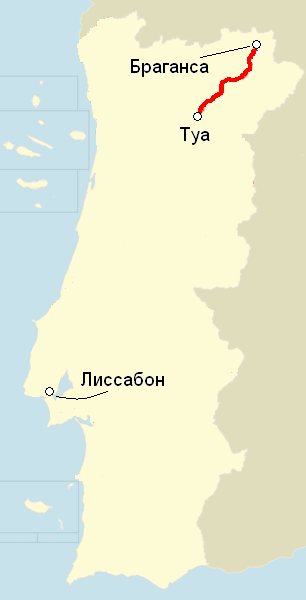
Расположение железной дороги (красным цветом) в Португалии

Ли́ния Ту́а (порт. Linha do Tua) — узкоколейная железная дорога в Португалии, в округе Браганса. Железнодорожная ветка протяжённостью 133,8 км связывает сельское поселение Туа (где узловая станция) с городом Брагансой (в тупике). Ширина колеи — 1000 мм, рельеф по маршруту — холмистый. На июль 2010 года действовал лишь участок Кашан-Карвальяйш.

## История

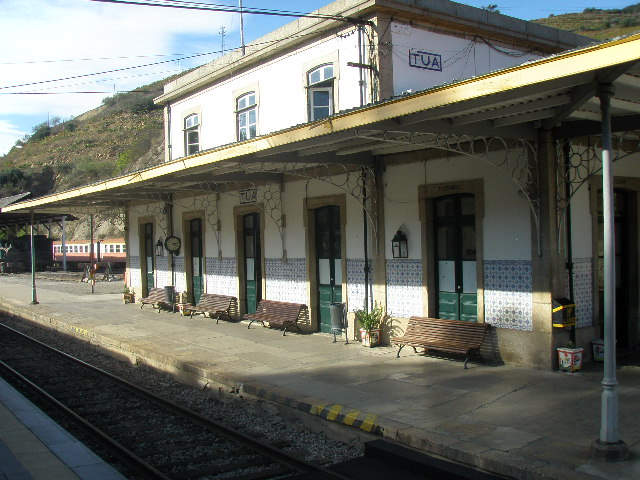
Станция «Туа»

Первые планы строительства железной дороги между долиной реки Дуэро и городом Самора в Испании возникли в 1878 году. Первоначально рассматривалось два варианта трассы, по левому и правому берегу реки Туа. В результате предпочтение было отдано варианту трассы по левому берегу, в то же время было решено строить линию только до города Браганса, без международного участка до Испании. Строительство линии началось 16 октября 1884 года. Участок Туа-Мирандела был введён в эксплуатацию 27 сентября 1887 года (официальная дата торжественного открытия Линии Туа, регулярная эксплуатация началась двумя днями позже). Постепенно ветка продлевалась, а с ней и рейсы поездов, и закончился рост дистанции к 1 декабря 1906 года, когда в Брагансу пришёл первый поезд. С момента открытия железную дорогу обслуживала компания Companhia Nacional de Caminhos-de-Ferro (CN), в 1947 году эксплуатация линии перешла португальской национальной железнодорожной компании Caminhos de Ferro Portugeses (CP, с 2004 года — Comboios de Portugal).
15 декабря 1991 года без предупреждения было прекращено движение на участке Мирандела-Браганса, в 1992 году этот участок был официально закрыт. Вследствие этого муниципальные власти Миранделы утверждают проект возобновления движения на части того участка, прилегающей к их городу. Так, в 1995 году начало работу предприятие «Наземный метрополитен Миранделы» (Лёгкое метро Миранделы), занявшее прежде закрытый участок Мирандела-Карвальяйш, и созданное при финансовой поддержке Европейского союза. Предприятие Лёгкое метро Миранделы является акционерным обществом, 90 % акций принадлежат муниципалитету Миранделы, 10 % — CP (португальским железным дорогам). В рамках лёгкого метро были добавлены новые остановки: Тарана, Mirandela-Piaget, Jacques-Delors, Jean Monet. Подвижной состав метро — автомотрисы LRV 2000 (переработанные изделия хорватского завода «Đuro Đaković»).
Участок линии Мирандела — Туа продолжал эксплуатироваться CP, однако CP сократило количество поездов на линии до минимума и планировало полностью закрыть линию. В связи с этим в результате переговоров между муниципалитетом Миранделы и CP эксплуатация всей линии от Туа до Миранделы была передана компании Лёгкое метро Миранделы (формально передача полномочий состоялась 21 октября 2001 года), в то время как инфраструктура этого участка осталось под ответственностью CP. В 2005 году были восстановлены прямые поезда Туа — Карвальяш. Однако из-за крайне изношенного состояния пути между Туа и Миранделой в 2008 году на линии произошли две аварии с человеческими жертвами, после чего движение между Туа и Кашаном было закрыто.
Таким образом единственным участком железной дороги, эксплуатирующейся в настоящее время (по состоянию на лето 2012 года), является «островной участок» Кашан — Карвальяйш. Этот участок эксплуатируется под маркой Лёгкого метро Миранделы.
Время проезда из конца в конец: по участку Кашан-Мирандела — 20 минут (16 км), по метро Миранделы (4 км) — 9 минут.

## Лёгкое метро Миранделы

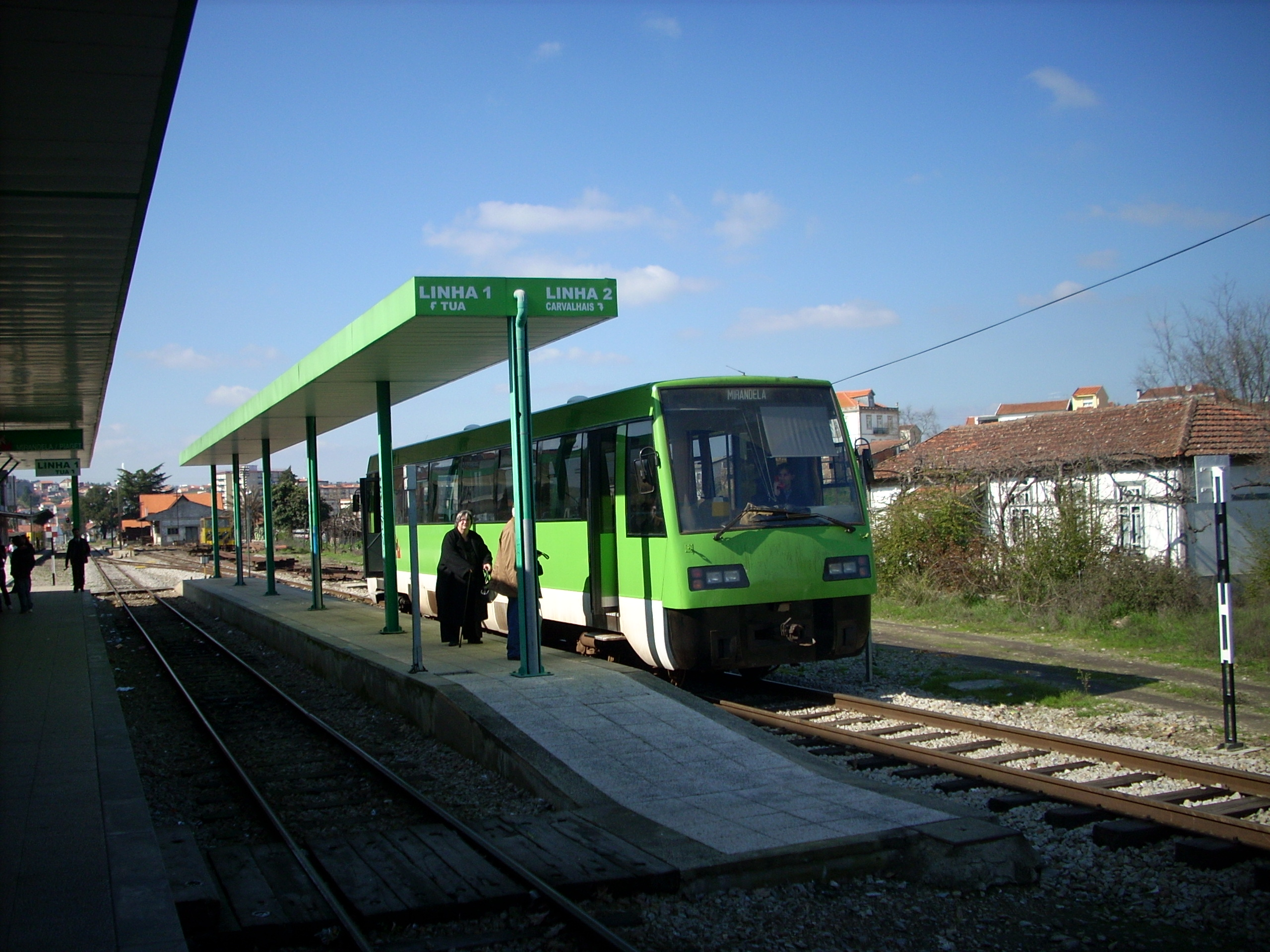
Поезд метро на станции «Мирандела»

Лёгкое метро Миранделы — компания (муниципальная на 90 %) и коммерческая марка, под которой производится эксплуатация последнего действующего участка линии Туа. Подвижной состав линии — односекционные автомотрисы (рельсовые автобусы) серии 9500 португальских железных дорог, также известные как LRV2000. Эти автомотрисы были построены в 1995—1996 годах с использованием тележек и рам дизель-поездов производства Đuro Đaković (Хорватия), приобретённых Португалией в 1980 году (обозначение португальских железных дорог — серия 9700).
Первоначально Лёгкое метро Миранделы получило четыре автомотрисы (номера 9503 и 9506), однако две из них стали жертвами аварий в 2008 году, и не подлежали восстановлению. Таким образом, сейчас Лёгкое метро Миранделы обслуживают только две автомотрисы, № 9505 и 9506.

## Перспективы
Национальное правительство прорабатывает планы по устройству плотины на реке Туа, близ её устья, где вдоль этой реки проходит Линия Туа. Предполагаемое водохранилище должно будет затопить часть железной дороги, а транспортная проблема должна быть решена за счёт автомобильного и речного сообщений. В стране развернулось широкое протестное движение, оперирующее соображениями охраны национального культурного достояния. Среди заметных явлений в поддержку дороги — Гражданское движение за Линию Туа (MCLT; действует с 2006 г.) и документальный фильм «Остановись! Посмотри! Прислушайся!» (2009) португальского режиссёра Жоржи Пеликану.